# ゲオルギオス・ガリツィオス
ゲオルギオス・ガリツィオス（Georgios Galitsios、1986年6月8日 - ）は、ギリシャの元サッカー選手。現役時代のポジションは右サイドバック。

## 経歴
AEL 1964において主力選手として活躍した。2006-07シーズンにはギリシャカップを獲得、翌2007-08シーズンのUEFAカップグループステージに出場。ギリシャ・スーパーリーグの強豪から注目されることになる。2008年1月、オリンピアコスFCと仮契約。2008-09シーズンよりオリンピアコスに移籍。2011年、ベルギーのスポルティング・ロケレンに移籍。2018年1月29日、ロイヤル・エクセル・ムスクロンに移籍。
U-21ギリシャ代表の経験がある。

## タイトル

### クラブ

#### AEL 1964
- ギリシャカップ  - 優勝 (2007)

#### オリンピアコスFC
- ギリシャ・スーパーリーグ  - 優勝 (2009, 2011)
- ギリシャカップ  - 優勝 (2009)

#### スポルティング・ロケレン
- ベルギーカップ  - 優勝 (2012, 2014)

#### アノルトシス・ファマグスタ
- キプロス・カップ  - 優勝 (2020-21)